# Чемпионат Ростовской области по футболу
Чемпионат Ростовской области по футболу разыгрывается с 1938 года и проводится Федерацией футбола Ростовской области.

## Чемпионы и призёры
| Год  | №  | Чемпион                                   | Второй призёр                                | Третий призёр                 |
| ---- | -- | ----------------------------------------- | -------------------------------------------- | ----------------------------- |
| 1938 | 1  | «Динамо» Ростов-на-Дону                   | ?                                            | ?                             |
| 1939 | 2  | «Зенит» Таганрог                          | ?                                            | ?                             |
| 1940 | 3  | «Зенит» Таганрог                          | ?                                            | ?                             |
| 1945 | 4  | «Зенит» Таганрог                          | сборная Новочеркасска                        | «Динамо» Ростов-на-Дону       |
| 1946 | 5  | Завод имени Димитрова Таганрог            | ?                                            | «Сталь» Красный Сулин         |
| 1947 | 6  | Завод имени Димитрова Таганрог            | ?                                            | ?                             |
| 1948 | 7  | «Сталь» Красный Сулин                     | ?                                            | ?                             |
| 1949 | 8  | «Шахтёр» Красный Сулин                    | ?                                            | ?                             |
| 1950 | 9  | «Спартак» Миллерово                       | ?                                            | ?                             |
| 1951 | 10 | «Шахтёр» Новошахтинск                     | ?                                            | ?                             |
| 1952 | 11 | Сборная города Таганрога                  | ?                                            | ?                             |
| 1953 | 12 | «Торпедо» Таганрог                        | ?                                            | ?                             |
| 1954 | 13 | Сборная Сталинского района Таганрог       | ?                                            | ?                             |
| 1955 | 14 | «Буревестник» Новочеркасск                | ?                                            | ?                             |
| 1956 | 15 | «Торпедо-2» Таганрог                      | ?                                            | ?                             |
| 1957 | 16 | «Авангард» Таганрог                       | Сборная города Таганрога                     | ?                             |
| 1958 | 17 | «Шахтёр» Новошахтинск                     | ?                                            | ?                             |
| 1959 | 18 | «Металлург» («Сталь») Красный Сулин       | ?                                            | ?                             |
| 1960 | 19 | «Металлург» Красный Сулин                 | ?                                            | ?                             |
| 1961 | 20 | «Прогресс» Каменск-Шахтинский             | ?                                            | ?                             |
| 1962 | 21 | «Труд» (Завод им. Димитрова) Таганрог     | ?                                            | ?                             |
| 1963 | 22 | «Калитва» Белая Калитва                   | ?                                            | ?                             |
| 1964 | 23 | «Энергия» Новочеркасск                    | ?                                            | ?                             |
| 1965 | 24 | «Калитва» Белая Калитва                   | ?                                            | ?                             |
| 1966 | 25 | «Металлург» Красный Сулин                 | ?                                            | ?                             |
| 1967 | 26 | «Металлург» Красный Сулин                 | ?                                            | ?                             |
| 1968 | 27 | «Сальсксельмаш» Гигант                    | ?                                            | ?                             |
| 1969 | 28 | «Луч» Азов                                | «Авангард» Каменск-Шахтинский                | «Радуга» Таганрог             |
| 1970 | 29 | «Шахтёр» Шахты                            | «Сальсксельмаш» Гигант                       | «Машиностроитель» Азов        |
| 1971 | 30 | «Калитва» Белая Калитва                   | «Шахтёр» Шахты                               | «Прогресс» Каменск-Шахтинский |
| 1972 | 31 | «Шахтёр» Шахты                            | «Прогресс» Каменск-Шахтинский                | «Луч» Азов                    |
| 1973 | 32 | «Торпедо» Таганрог                        | «Луч» Азов                                   | «Прогресс» Каменск-Шахтинский |
| 1974 | 33 | «Торпедо» Таганрог                        | «Ростсельмаш» Ростов-на-Дону                 | «Прогресс» Каменск-Шахтинский |
| 1975 | 34 | «Прогресс» Каменск-Шахтинский             | «Калитва» Белая Калитва                      | «Луч» Азов                    |
| 1976 | 35 | «Прогресс» Каменск-Шахтинский             | «Луч» Азов                                   | «Калитва» Белая Калитва       |
| 1977 | 36 | «Калитва» Белая Калитва                   | «Луч» Азов                                   | «Прогресс» Каменск-Шахтинский |
| 1978 | 37 | «Заря» Каменск-Шахтинский                 | «Калитва» Белая Калитва                      | «Прогресс» Каменск-Шахтинский |
| 1979 | 38 | «Заря» Каменск-Шахтинский                 | «Калитва» Белая Калитва                      | «Металлург» Красный Сулин     |
| 1980 | 39 | «Прогресс» Каменск-Шахтинский             | «Красноаксаец» Ростов-на-Дону                | «Металлург» Красный Сулин     |
| 1981 | 40 | «Луч» Азов                                | «Строитель» Волгодонск                       | «Химик» Волгодонск            |
| 1982 | 41 | «Ермак» Новочеркасск                      | «Луч» Азов                                   | «Радуга» Таганрог             |
| 1983 | 42 | «Луч» Азов                                | «Строитель» Волгодонск                       | «Металлург» Красный Сулин     |
| 1984 | 43 | «Луч» Азов                                | «Строитель» Волгодонск                       | «Калитва» Белая Калитва       |
| 1985 | 44 | «Луч» Азов                                |                                              | ?                             |
| 1986 | 45 | «Луч» Азов                                | «Строитель» Волгодонск                       | «Химик» Волгодонск            |
| 1987 | 46 | «Шахтёр» Шахты                            | «Строитель» Волгодонск                       | СКА-ШВСМ Ростов-на-Дону       |
| 1988 | 47 | «Химик» Волгодонск                        | «Калитва» Белая Калитва                      | «Шахтёр» Коксовый             |
| 1989 | 48 | «Шахтостроитель» Коксовый                 | ?                                            | ?                             |
| 1990 | 49 | «Горняк» Восточный                        | «Металлург» Красный Сулин                    | «Автомобилист» Таганрог       |
| 1991 | 50 | «Заря» Тацинский                          | «Энергия» Новочеркасск                       | «Машиностроитель» Азов        |
| 1992 | 51 | «Заря» Тацинский                          | «Спартак» Южный                              | «Химик» Волгодонск            |
| 1993 | 52 | «Спартак-Братский» Южный                  | «Химик» Волгодонск                           | «Энергия» Новочеркасск        |
| 1994 | 53 | «Химик» Волгодонск                        | «Энергия» Новочеркасск                       | «Темп» Азов                   |
| 1995 | 54 | «Темп» Азов                               | «Энергия» Новочеркасск                       | «Рубин» Тарасовский           |
| 1996 | 55 | «Темп» Азов                               | «Металлург» Таганрог                         | «Локомотив» Сальск            |
| 1997 | 56 | «Локомотив» Сальск                        | «Металлург» Таганрог                         | «Водник» Ростов-на-Дону       |
| 1998 | 57 | «Фортуна» Ростов-на-Дону                  | «Урожай» Чертково                            | «Коммунальник» Гуково         |
| 1999 | 58 | «Максима» («Фортуна») Ростов-на-Дону      | «Коммунальник» Гуково                        | «Урожай» Чертково             |
| 2000 | 59 | «Урожай» Чертково                         | «Нефтяник-Локомотив» Сальск                  | «Энергия» Новочеркасск        |
| 2001 | 60 | «Батайск» Батайск                         | «Водник» Ростов-на-Дону                      | «Энергия» Новочеркасск        |
| 2002 | 61 | «Маяк» Ростов-на-Дону                     | «Батайск» Батайск                            | «Водник» Ростов-на-Дону       |
| 2003 | 62 | «Батайск» Батайск                         | «Водник» Ростов-на-Дону                      | «Мир-Донгаздобыча» Сулин      |
| 2004 | 63 | «Алан» Ростов-на-Дону                     | «Батайск» Батайск                            | «Цимла» Цимлянск              |
| 2005 | 64 | «Батайск» Батайск                         | «Энергия-НЭВЗ-ТМХ» Новочеркасск              | «Мир» Сулин                   |
| 2006 | 65 | «Мир-Донгаздобыча» Сулин                  | «Прогресс» Каменск-Шахтинский                | «Маяк» Волгодонск             |
| 2007 | 66 | «Донгаздобыча-Мир» Сулин                  | СФК «Квадро» Ростов-на-Дону                  | «Строитель-Миус» Покровское   |
| 2008 | 67 | «Донгаздобыча» Сулин                      | «Восток» Орловский                           | «Прогресс» Каменск-Шахтинский |
| 2009 | 68 | «Донгаздобыча» Сулин                      | «Маяк» Волгодонск                            | «Машиностроитель» Азов        |
| 2010 | 69 | «Донгаздобыча» Сулин                      | «Донгаздобыча-2» Сулин                       | «Маяк» Волгодонск             |
| 2011 | 70 | «Донгаздобыча» Сулин                      | ТПФ Покровское                               | «Славяне» Сальский район      |
| 2012 | 71 | «Донгаздобыча» Сулин                      | ТПФ Новоприморский                           | «Славяне» Сальский район      |
| 2013 | 72 | «Славяне» Сальск                          | «Донгаздобыча» Сулин                         | ТПФ Новоприморский            |
| 2014 | 73 | «Донгаздобыча» Сулин                      | «Чайка» Песчанокопское                       | ТПФ Неклиновский район        |
| 2015 | 74 | «Чайка» Песчанокопское                    | «Ростсельмаш» Ростов-на-Дону                 | «Донгаздобыча» Сулин          |
| 2016 | 75 | «Ростсельмаш» Ростов-на-Дону              | «Чайка» Песчанокопское                       | «Славяне» Сальский район      |
| 2017 | 73 | «Ростсельмаш» Ростов-на-Дону              | «Волгодонск»                                 | «Донгаздобыча» Сулин          |
| 2018 | 74 | «Ростсельмаш» Ростов-на-Дону              | «Новошахтинск»                               | «Кобарт-ЮФУ» Таганрог         |
| 2019 | 75 | «Ростсельмаш» Ростов-на-Дону              | «Надежда» Новошахтинск                       | «Новошахтинск»                |
| 2020 | 76 | «Ростсельмаш» Ростов-на-Дону              | «ООО-Калинина» Кульбаково                    | «Ахламова» Новоприморский     |
| 2021 | 77 | «Ростсельмаш» Ростов-на-Дону              | «ООО-Калинина» Кульбаково                    | «Славяне» Сальский район      |
| 2022 | 78 | «Строитель» Каменск-Шахтинский            | «ООО-Калинина» Кульбаково                    | «Урожай» Чертково             |
| 2023 | 79 | «Славяне» поселок Гигант (Сальский район) | «ФК имени Е.М. Ахламова» Новоприморский      | «Урожай» Чертково             |
| 2024 | 80 | «Славяне» поселок Гигант (Сальский район) | «ООО-Калинина» Кульбаково (Курганский район) | «Урожай» Чертково             |

## Кубок регионов УЕФА
В 2017 году именно сборная Ростовской области, которая выиграла первенство IV дивизиона России, получила право выступать в Кубке регионов УЕФА и стала бронзовым призёром турнира.